# Ignacio Trelles
Ignacio Trelles Campos (31 de juliol de 1916 - Ciutat de Mèxic, 25 de març de 2020) fou un futbolista mexicà.

## Selecció de Mèxic
Va formar part de l'equip mexicà a la Copa del Món de 1962 i 1966 com a seleccionador.